# برايان هارفي (مغني)
برايان هارفي (بالإنجليزية: Brian Harvey)‏ هو مغني بريطاني، ولد في 8 أغسطس 1974 في Walthamstow ‏ في المملكة المتحدة.

## وصلات خارجية
- برايان هارفي على موقع IMDb (الإنجليزية)
- برايان هارفي على موقع ميوزك برينز (الإنجليزية)
- برايان هارفي على موقع ديسكوغز (الإنجليزية)